# Campeonato Paranaense de Futebol de 1945
O Campeonato Paranaense de 1945 foi a 31.ª edição do campeonato estadual, o paranaense voltou a ter sete equipes disputando o torneio, todos da capital Curitiba, após três jogos das finais o Clube Atlético Paranaense foi novamente campeão, conquistando o octa-campeonato paranaense, vencendo apenas na prorrogação o vice Coritiba, a equipe da Sociedade Educação Física Juventus voltou a participar, após licença no ano anterior, porém ganhou apenas uma partida, em seus doze compromissos,enquanto o Agua Verde pela primeira vez teve o artilheiro do campeonato Mário Ferreira com 12 gols.

## Clubes Participantes
| Equipe                             | Cidade   | Região                           | Classificado por | Estádio | Capacidade | Títulos                                           | Participações |
| ---------------------------------- | -------- | -------------------------------- | ---------------- | ------- | ---------- | ------------------------------------------------- | ------------- |
| Esporte Clube Água Verde           | Curitiba | Região Metropolitana de Curitiba | Lugar            | --      | --         | 0 (não possui)                                    | 4             |
| Britânia Sport Club                | Curitiba | Região Metropolitana de Curitiba | Lugar            | --      | --         | 6 (1918, 1919,1920,1921,1922,1923)                | 18            |
| Clube Atlético Comercial           | Curitiba | Região Metropolitana de Curitiba | Lugar            | --      | --         | 3 (1924, 1926, 1932)                              | 12            |
| Ferroviário                        | Curitiba | Região Metropolitana de Curitiba | Campeão          | --      | --         | 3 (1937, 1938, 1944)                              | 6             |
| Coritiba Foot Ball Club            | Curitiba | Região Metropolitana de Curitiba | Lugar            | --      | --         | 8 (1916, 1927,1931, 1933, 1935, 1939, 1941, 1942) | 23            |
| Clube Atlético Paranaense          | Curitiba | Região Metropolitana de Curitiba | Lugar            | --      | --         | 7 (1925, 1926, 1930,1934, 1936, 1940, 1943)       | 13            |
| Sociedade Educação Física Juventus | Curitiba | Região Metropolitana de Curitiba | Lugar            | --      | --         | 0 (não possui)                                    | 3             |

- 1° Lugar Clube Atlético Paranaense
- 2° Lugar Coritiba Foot Ball Club
- 3° Lugar Esporte Clube Água Verde
- 4° Lugar Clube Atlético Ferroviário
- 5° Lugar Clube Atlético Comercial
- 6° Lugar Britânia Sport Club
- 7° Lugar Sociedade Educação Física Juventus

## Regulamento
Campeonato por pontos corridos, turno e returno, com o campeão de cada turno disputando as finais.

## Finais
- 16 de Dezembro
- Estádio Belfort Duarte: Coritiba   2 x 1 Atlético

- 23 de Dezembro
- Estádio Joaquim Américo: Atlético   5 x 4 Coritiba

- 30 de Dezembro
- Estádio Belfort Duarte: Atlético   2-1 Coritiba
- Renda: cr$ 40.021,00 e  Público: 8.511

## Campeão
| Campeonato Paranaense de 1945       |
| ----------------------------------- |
| Clube Atlético Paranaense 8° Título |